# Saint-Martin-de-Londres
 Saint-Martin-de-Londres  (en occitano Sant Martin de Londras) es una población y comuna francesa, situada en la región de Languedoc-Rosellón, departamento de Hérault, en el distrito de Montpellier y cantón de Saint-Martin-de-Londres.

## Demografía
| 645 | 710 | 720 | 1065 | 1623 | 1894 |
| Para los censos de 1962 a 1999 la población legal corresponde a la población sin duplicidades (Fuente: INSEE [Consultar]) |     |     |      |      |      |